# Elly Rono
Elly Rono (* 5. Mai 1970) ist ein ehemaliger kenianischer Marathonläufer.
1999 wurde er Fünfter beim Grandma’s Marathon und Dritter beim Twin Cities Marathon. Im Jahr darauf folgten einem sechsten Platz beim Twin Cities Marathon Siege beim Columbus-Marathon und beim California International Marathon. 2001 gewann er den Pittsburgh-Marathon, den Ocean State Marathon und den Silicon Valley Marathon, 2002 den Grandma’s Marathon mit seiner persönlichen Bestzeit von 2:10:57 h, den Ocean State Marathon, den Richmond-Marathon und den California International Marathon.
2003 wurde er Dritter beim Miami-Marathon, Neunter beim Boston-Marathon, Zweiter beim Grandma’s Marathon, Vierter beim New-York-City-Marathon und verteidigte seinen Titel in Richmond. Drei weitere Siege feierte er 2004: beim Ottawa-Marathon, zum dritten Mal in Richmond und beim Dallas White Rock Marathon. 2005 wurde er Dritter beim Las-Vegas-Marathon, Zweiter beim Salt-Lake-City-Marathon und Fünfter in Ottawa.